# アクアリゾート ルネスかなざわ
アクアリゾート ルネスかなざわ（Aqua Resort Renaiss Kanazawa）は、石川県金沢市にあった総合型レジャー施設。

## 概要
京都市に本社をおくパチンコ店運営会社「高山物産」がオーナー会社として1987年12月19日にオープンした。
21年営業を続けていたが、高山物産が2006年に経営破たんして会社更生法の適用を申請したことに伴い閉鎖が決まり、2008年10月2日 10:00（サンサーカスは前日の10月1日をもって）ルネス、リゾートロッジ、サンサーカスが営業を終了し閉館した。
その後施設はしばらく放置されていたが同年末より取り壊しが始まり、一部の施設を残して翌2009年に解体作業が終了した。サンサーカスの施設はパチンコ店に改装され、ユナイテッド・シネマ金沢は別会社経営の為に営業を継続している。

## 閉鎖前の主な施設
本館内（一部は屋外）の施設（解体済）
- 温水プール
  - アクアスライダー
  - ウェイブプール
  - 温泉プール（冬季閉鎖）
  - ガーデンプール（冬季閉鎖）
  - シンクロプール
  - ストリームプール
  - ダイビングプール
  - チャイルドプール
  - 25mプール

- 天然温泉大浴場
- 露天岩風呂「焱温泉」
- リラクゼーションコーナー
  - あかすりコーナー
  - アロマセラピーコーナー
  - ボディケアコーナー

- リクライニングルーム
- 仮眠室
- ゲームコーナー（本館内）
- レストラン、食事処
  - 和風レストラン 宝生
  - レストラウンジ
  - アクアラウンジ（屋内プールに隣接）
  - バーガーハウス（屋内プールに隣接）

本館外（別棟）の施設
- リゾートロッジ（解体済）
- 寿司処 八洲
- ルネスサンサーカス（ゲームコーナー、ボウリング場。解体はせず、改装してパチンコ・DSG MEGA WORLDがオープン）
- ユナイテッド・シネマ金沢（旧・ルネス9シネマ）（閉館後も営業中）

## 営業時間
本館は基本的に24時間営業、年中無休であるが、各施設ごとに営業時間が異なった。また、季節により営業時間が異なる施設や営業していない施設もあった。

## 所在地
- 住所：石川県金沢市高柳町1-70-1

## 交通アクセス
- JR 北陸本線 金沢駅西口バスターミナルより「ルネスかなざわ 行き」無料シャトルバス利用。または、北鉄金沢中央バス86系統「みずき4丁目 行き」利用。「ルネスかなざわバス停」下車、直近。
- IRいしかわ鉄道東金沢駅より徒歩約15分。
- あいの風とやま鉄道富山駅より富山地方鉄道金中バスの高速バス「金沢 行き」利用。「高柳バス停」下車、徒歩約3分。